# Танцевальные сеты
Ирландские танцевальные сеты (англ. Solo Set Dances) — ирландские сольные танцы, исполняемые в жёсткой обуви под конкретные мелодии. Технически достаточно сложные, они исполняются лишь опытными танцорами.
Сложность сетов заключается в том, что в отличие от обычных «простых» джиги или рила, их мелодии сильно варьируются в темпе, чтобы позволить исполнителю продемонстрировать наиболее сложные движения. 
Сеты обычно состоят из двух частей (двух отдельных чередующихся музыкальных фраз), которые разделяются танцорами на the step (первая часть) и the set (вторая часть), при этом части могут не соответствовать обычной 8-тактовой структуре. К примеру, в традиционном сете 
St. Patrick’s Day («День святого Патрика») перемежаются 8-тактовые и 14-тактовые музыкальные фразы.
Музыка и шаги традиционных сольных сетов разрабатывались учителями прошлого и передавались следующим поколениям танцоров под защитой Комиссии по ирландским танцам как часть богатой истории ирландского танца — отсюда слово «традиционный» в их названии. 
В современном степ-танце используются около 30 традиционных сетов, но только несколько из них применяются на большинстве соревнований. Это сеты St. Patrick’s Day («День святого Патрика»), the Blackbird («Дрозд»), Job of Journeywork («Работа батрака»), Garden of Daisies («Лужайка маргариток»), King of the Fairies («Король эльфов») и Jockey to the Fair («Жулик на ярмарке»). Другие сеты танцуются только на уровне чемпионатов.
Некоторые преподаватели разрабатывают современные нетрадиционные танцы под эти мелодии. Они могут содержать музыкальную фразу размером 7½ тактов, 14 тактов и так далее.
При сдаче квалификационных экзаменов (Grade Exams) на ступенях с 4 по 8 необходимо уметь исполнять по одному сету в традиционной манере, на ступенях с 9 по 12 — по два нетрадиционных сета.